# Brice Thésée
Brice Thésée est un joueur français de volley-ball, né le 6 avril 1988. Il mesure 1,94 m et joue central.

## Clubs
| Club           | Pays   | De        | À |
| -------------- | ------ | --------- | - |
| Stade Poitevin | France | 2006-2007 | … |

## Palmarès
- Coupe de France 2018